# Élection présidentielle guinéenne de 1961
L'élection présidentielle guinéenne de 1961 a lieu en Guinée le 15 janvier 1961 afin d'élire le Président de la République de Guinée pour un mandat de sept ans.
Il s'agit de la première présidentielle depuis l'indépendance du pays le 2 octobre 1958. Le scrutin n'est cependant pas de nature démocratique. Président du Conseil au moment de l'indépendance, Ahmed Sékou Touré en devient alors président de la République, avant de faire du pays un régime à parti unique sous l'égide du Parti démocratique de Guinée-Rassemblement démocratique africain. Seul candidat autorisé, Sékou Touré est sans surprise réélu avec 100 % des suffrages exprimés,.

## Résultats
| Candidat                  | Candidat                  | Parti                     | Voix      | %     |  |
| ------------------------- | ------------------------- | ------------------------- | --------- | ----- |  |
|                           | Ahmed Sékou Touré         | PDG-RDA                   | 1 576 580 | 100   |  |
|                           |                           |                           |           |       |  |
| Votes valides             | Votes valides             | Votes valides             | 1 576 580 | 99,99 |  |
| Votes blancs et invalides | Votes blancs et invalides | Votes blancs et invalides | 167       | 0,01  |  |
| Total                     | Total                     | Total                     | 1 576 747 | 100   |  |
| Abstention                | Abstention                | Abstention                | 9 797     | 0,62  |  |
| Inscrits/Participation    | Inscrits/Participation    | Inscrits/Participation    | 1 586 544 | 99,38 |  |